# سیارک ۱۸۶۷
سیارک ۱۸۶۷ (به انگلیسی: 1867 Deiphobus، نامگذاری:1971EA) هزار و هشتصد و شصت و هفتمین سیارک کشف شده‌است که در ۳ مارس ۱۹۷۱ کشف شد.
قدر مطلق سیارک برابر ۸٫۶۱ است.